# DL Геркулеса
DL Геркулеса (лат. DL Herculis) — одиночная переменная звезда* в созвездии Геркулеса на расстоянии приблизительно 7587 световых лет (около 2326 парсек) от Солнца. Видимая звёздная величина звезды — от +12,4m до +11m.
Открыта Паулем Гутником и Рихардом Прагером в 1934 году.

## Характеристики
DL Геркулеса — белая пульсирующая переменная звезда типа RR Лиры (RRAB) спектрального класса A6-A7, или A0. Радиус — около 5,66 солнечного, светимость — около 45,375 солнечной. Эффективная температура — около 6300 K.